# Kecamatan Rumbia (distrikt i Indonesien, Lampung)
Kecamatan Rumbia (indonesiska: Rumbia) är ett distrikt i Indonesien.   Det ligger i provinsen Lampung, i den västra delen av landet, 200 km nordväst om huvudstaden Jakarta.